# Diedersen
Diedersen ist eine Ortschaft im Flecken Coppenbrügge im Landkreis Hameln-Pyrmont in Niedersachsen und hat ungefähr 440 Einwohner.

## Geographie
Diedersen liegt östlich des Schecken, westlich des Ith und etwa zehn Kilometer östlich von Hameln. Der Ort liegt nahe der Bundesstraße 1. Das Dorf hat eine Fläche von 6,68 km² und liegt auf 131 m ü. NHN.

## Geschichte

### Vorgeschichte
Bereits in der Bronzezeit lebten Menschen, die halbsesshaft waren, in der Ithbörde, wie das Hügelgrab (Tumulus) im Schecken westlich von Diedersen zeigt.

### Von der Antike bis zum Frühmittelalter
Das Weserbergland, in dem Diedersen liegt, gehörte nach Edward Schröder in der Römischen Kaiserzeit und in der Spätantike zum Siedlungsgebiet des germanischen Stammes der Cherusker, sowie in der Spätantike und im Frühmittelalter zum Siedlungsgebiet der Angrivarier/Engern, einem Stammesverband der Sachsen, in den die Cherusker wohl bereits vor der Völkerwanderungszeit aufgingen. Die in diesen Epochen im Weserbergland sesshaft gewordenen Menschen lebten vermutlich auch in der Gemarkung Diedersen in Pfosten- und Grubenhäusern auf einzelnen Gehöften auf gerodeten Waldinseln in der Nähe von Bachläufen.  

### Vom Hochmittelalter bis zur Neueren Geschichte
Diedersen wurde erstmals 1007 in einer Grenzbeschreibung des Bistums Hildesheim als Dorf erwähnt und darin dem Tilithigau sowie dem Bistum Minden zugeordnet. Anfang des 12. Jahrhunderts wurde ein Graf Theodericus de Hovlthusen als Herr der Gerichtsplätze Munnere (Bad Münder) und Diddelinchusen (Diedersen) bezeugt. Der Edelherr Konrad von Arnheim („Conradus nobilis de Arnhem decimam in Diderecsen…“), wahrscheinlich ein Untergraf des Grafen von Schaumburg, wurde um 1300 vom Bischof von Minden mit Gütern in Diedersen belehnt. 1324 besaß Thidericus (Dietrich) de Besinghusen eine Curie (Stiftshof) und eine Mühle in Diedersen, Grundherr war der Bischof von Minden. 1332 wird ein Johannes de Diederscinghusen und 1337 ein Diederich von Diederscinghusen mit Besitz in Diedersen erwähnt.
Anfang des 14. Jahrhunderts war neben dem Kloster Corvey auch das Abdinghofkloster Grundherr von neun Höfen und Subcolonenhöfen, die in Diedersen neu entstanden waren, nachdem eine unbekannte, nicht lokalisierte Hägersiedlung in der Nähe von Diedersen aufgegeben worden war.
1394 belehnte der Abt von Corvey, Bodo von Pyrmont, den Knappen Hermann von Hastenbeck mit sieben Hufen (210 Morgen) und drei Hofstellen in Dydercksen (Diedersen) und mit 20 Hufen (600 Morgen) und 10 Hofstellen in Datherdessen (Dadersen). Nachdem das Geschlecht derer von Hastenbeck um das Jahr 1550 erloschen war, belehnte Abt Reinhardt von Corvey am 21. November 1557 Dietrich von Hake VIII. als Nachfolger seines Onkels Hartung von Hastenbeck mit einem Erblehen. Es bestand aus einem freien Sattelhof (dem heutigen Gut Diedersen am Mühlensiek), dem Patrimonialgericht (Untergericht) zu Diedersen und Dadersen in der gesamten Diederser und Daderser Gemarkung bis zur Remte, einer Mühlenstätte, einer Schäferei, sechs Hofstellen, 14 Hufen Land (420 Morgen) zu Diedersen und dem ganzen Dorf Dadersen, ausgenommen dem Zehnten. Die Patrimonialgerichtsbarkeit (niedere Gerichtsbarkeit) hatten die Herren von Hake bis 1836 inne. Danach übernahm das Amt Springe, dann das Amt Coppenbrügge und später das Amt Hameln durch ein neues Landesgesetz sämtliche Gerichtsbarkeiten.
Diedersen hatte ursprünglich keine Kirche und wurde nach Dadersen eingepfarrt, das bereits vor dem Dreißigjährigen Krieg wüst gefallen war. Danach konnten die Bewohner von Diedersen den Gottesdienst in der Kirche in Bisperode besuchen. Herzogin Elisabeth von Calenberg führte bis 1544 in ihrem Herrschaftsgebiet, zu dem Diedersen gehörte, die Reformation ein. 1733 wurde eine Kapelle in Diedersen gebaut. Unklar ist, ob es eine noch ältere Kapelle in Diedersen nach dem Wüstfallen von Dadersen gab. Als die Kapelle von 1733 baufällig wurde, erhielt Diedersen 1933 eine neue kleine Kirche, die zunächst noch namenlos blieb und erst 2007 nach Dietrich Bonhoeffer benannt wurde.
Am 26. Juli 1757 fand während des Siebenjährigen Kriegs die Schlacht bei Hastenbeck westlich der Erhebung des Schecken statt. Die Bewohner von Diedersen litten unter Plünderungen, Morden durch die Franzosen und Kontributionen und Einquartierungen von Soldaten.
In den 1920er-Jahren gab es in Diedersen noch viele Handwerksbetriebe wie Tischlerei, Stellmacherei, Schuhwerkstatt, Bäckerei, Maurerbetrieb, Schmiede, Schneiderei, Webereien (fünf Webstühle), Kornmühle, eine Schlachterei sowie mehrere Gasthäuser.

### Neueste Geschichte
Nach dem Zweiten Weltkrieg kamen viele Evakuierte aus dem Raum Aachen, die dort ausgebombt worden waren, sowie Kriegsflüchtlinge aus den deutschen Ostgebieten und aus Serbien nach Diedersen. Die Einwohnerzahl von Diedersen verdoppelte sich von 301 Einwohnern im Jahr 1925 auf 600 Einwohner im Jahr 1948. Zwischen 1952 und 1956 verließen 138 Bürger Diedersen wieder. Nach 1945 wurden in der alten Schule in Diedersen zeitweise über 50 Schüler in einem ca. 60 m² großen Raum von der ersten bis zur achten Klasse unterrichtet. 1954 lebten der Schulleiter und ein zweiter Lehrer noch im Schulgebäude.

### Politische Zugehörigkeiten
Im Frühmittelalter um 1000 n. Chr. gehörte Diedersen zum Stammesherzogtum Sachsen. Im Hoch- und Spätmittelalter gehörte Diedersen mit seinen Ländereien und dem Scheckenwald zum Besitz der Klöster Fulda, Corvey und Abdinghof sowie des Bistums Minden, die damit jeweils verschiedene Grafenfamilien und Familien des niederen sächsischen Landadels belehnten. Von 1432 bis 1692 gehörte Diedersen zum Herzogtum Braunschweig-Lüneburg, von 1692 bis 1810 zum Kurfürstentum Hannover, von 1810 bis 1816 zum Königreich Westphalen, Departement Leine von Jérôme Bonaparte, von 1816 bis 1866 zum Königreich Hannover und nach dessen Annektierung durch Preußen von 1866 bis 1946 zur preußischen Provinz Hannover.
Ab 1945 gehörte Diedersen zur Britischen Besatzungszone, 1946 zum Land Hannover und im selben Jahr zum Regierungsbezirk Hannover im Land Niedersachsen. Am 31. Dezember 2004 wurden die Regierungsbezirke aufgelöst.

### Eingemeindungen
Am 1. Januar 1973 wurde Diedersen in den Flecken Coppenbrügge eingegliedert.

### Einwohnerentwicklung
| Jahr      | 1664   | 1689   | 1812   | 1821   | 1840   | 1848   | 1885   | 1905   | 1910   | 1925   | 1933   | 1939   | 1946   | 1948   | 1950  | 1952   | 1956   | 1961   | 1991   | 2022   |
| --------- | ------ | ------ | ------ | ------ | ------ | ------ | ------ | ------ | ------ | ------ | ------ | ------ | ------ | ------ | ----- | ------ | ------ | ------ | ------ | ------ |
| Einwohner | 87     | 146    | 299    | 293    | 313    | 323    | 360    | 332    | 321    | 302    | 278    | 254    | 553    | 600    | 599   | 596    | 458    | 447    | 478    | 439    |
| Quelle    | [ 20 ] | [ 20 ] | [ 21 ] | [ 20 ] | [ 20 ] | [ 20 ] | [ 20 ] | [ 20 ] | [ 22 ] | [ 23 ] | [ 23 ] | [ 23 ] | [ 20 ] | [ 20 ] | [ 1 ] | [ 20 ] | [ 20 ] | [ 20 ] | [ 20 ] | [ 20 ] |

## Politik
Der Ortsrat der Ortschaft Bisperode vertritt auf kommunaler Ebene die Coppenbrügger Ortsteile Behrensen, Bessingen, Bisperode, Diedersen und Harderode.

## Kultur und Sehenswürdigkeiten

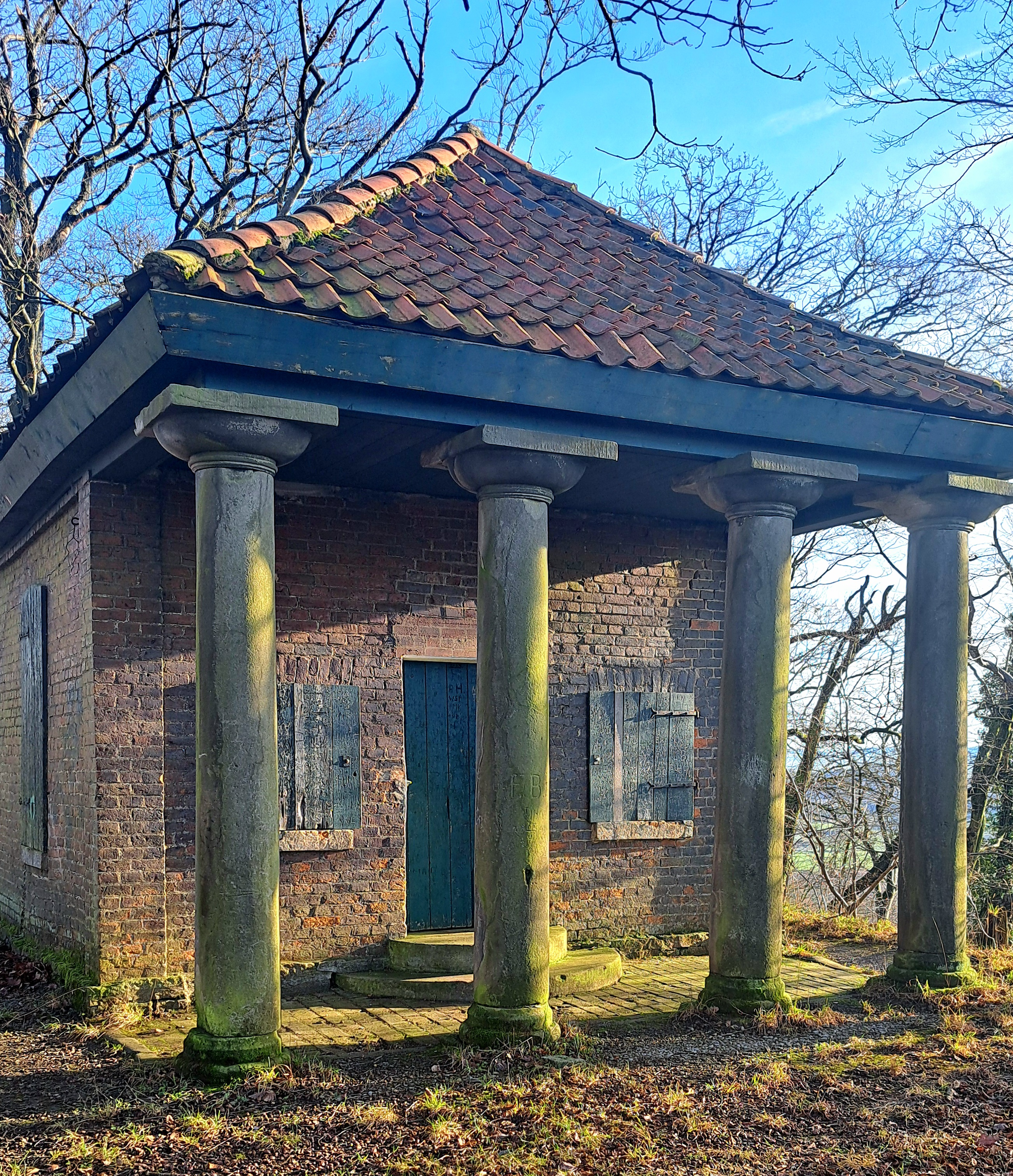
Der Jagdpavillon der Familie von Hake auf der Obensburg, erbaut Anfang des 19. Jahrhunderts

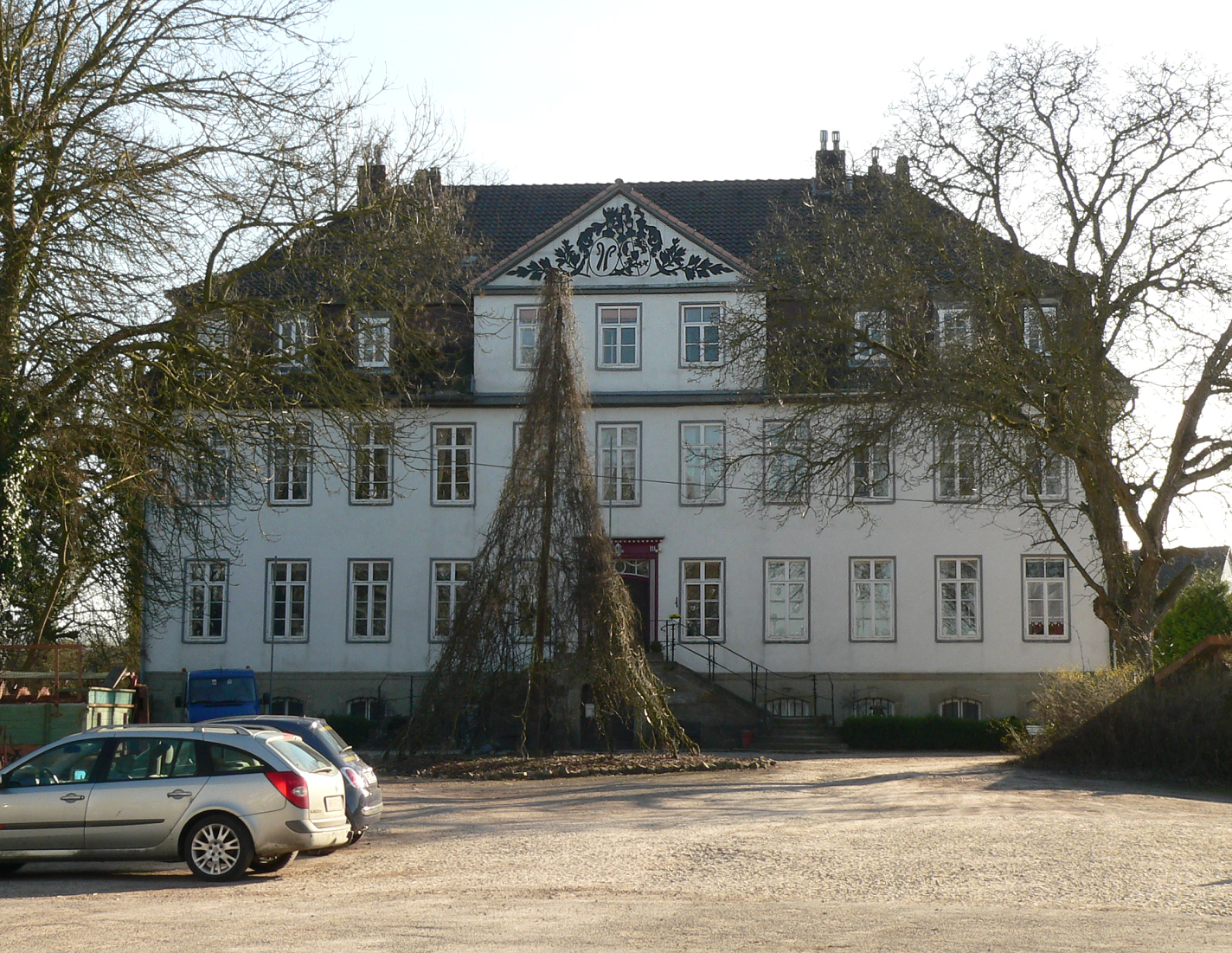
Herrenhaus Diedersen

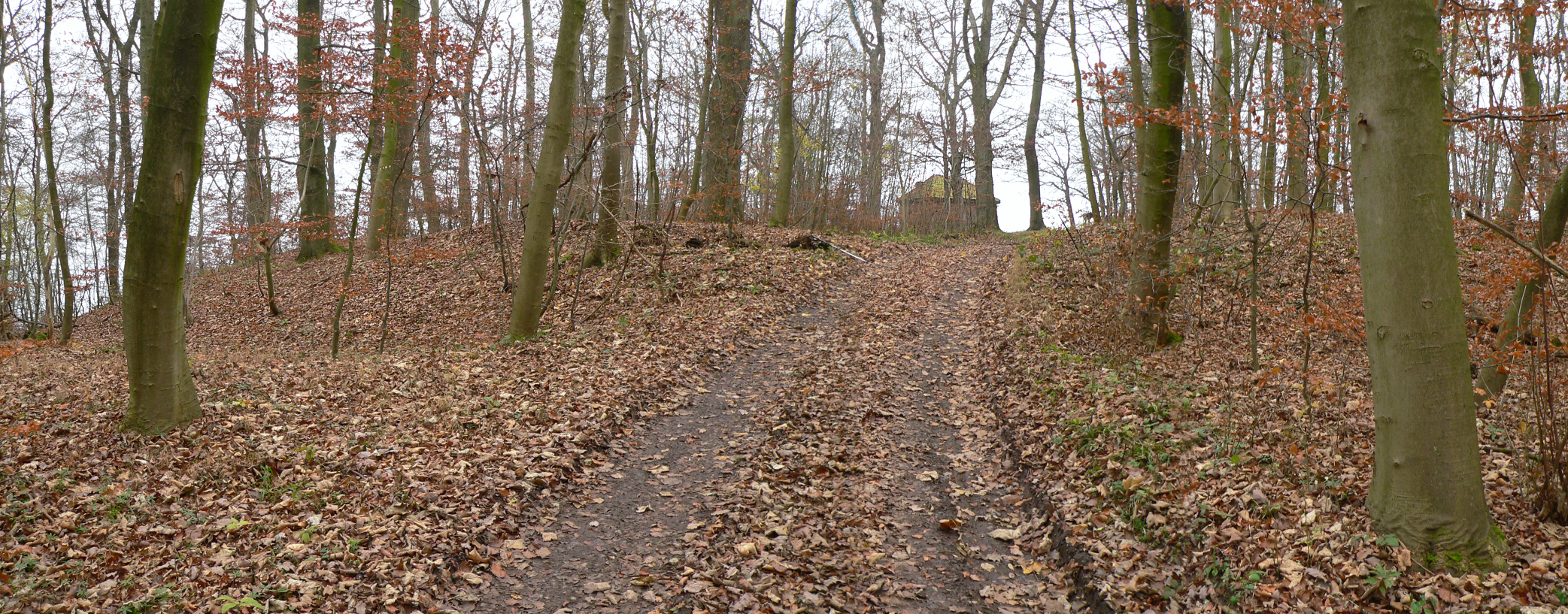
Wall der Obensburg

### Bauwerke
- Bronzezeitliches Hügelgrab (Tumulus) im Schecken
- Das Rittergut der Freiherren von Hake mit dem Herrenhaus Diedersen
- Obensburg im Schecken
- Sassenburg im Schecken
- Friedenswall

### Vereine
Der Männergesangverein Diedersen e. V. (MGV) wurde 1891 gegründet und ist der älteste Verein des Ortes. Nach dem Zweiten Weltkrieg gab es Übungsabende des Männerchors und des Frauenchors. 1947 wurden Theaterstücke auf einer aus der Vorkriegszeit stammenden Theaterbühne in einer Diederser Gaststätte aufgeführt. 1965 trat der MGV dem Deutschen-Allgemeinen-Sängerbund bei. Anfang der 1970er Jahre fand am Waldrand des Schecken ein „Waldessingen“ statt. Der MGV tritt heute bei vielen Veranstaltungen auf, oft auch gemeinsam mit anderen Gesangvereinen.
Die DRK Ortsgruppe wurde 1910 gegründet und ist der zweitälteste Diederser Verein.
Die Freiwillige Feuerwehr Diedersen wurde 1924 gegründet; die Jugendfeuerwehr wurde 1999 gegründet. 1980 wurde das neue Feuerwehrhaus fertiggestellt. Alle fünf Jahre wird ein großes Feuerwehrfest gefeiert. Seit 1947 werden die Osterfeuer unter der Regie und Überwachung durch die Freiwillige Feuerwehr Diedersen und unter Mithilfe der Jugendfeuerwehr abgebrannt.
Der Turnclub Diedersen, der 1933 gegründet und nach dem Zweiten Weltkrieg wieder aufgelöst wurde, war der Vorläufer des Sport-Club Diedersen e. V.
Im Sport-Club Diedersen von 1947 e. V. werden verschiedene Sportarten angeboten, darunter Aerobic, Damengymnastik, Darts, Fußball, Kinderturnen, Orientalischer Tanz und Mensch & Hund. 
Der Kinderspielkreis Diedersen e. V. wurde 1972 gegründet, bestand bis 2020 im alten Schulgebäude und betreute zuletzt 22 Kinder.
Der Heimatverein Diedersen e. V. besteht seit 2009. Der Verein führt u. a. Dorfverschönerungsarbeiten durch. Vor dem Zweiten Weltkrieg soll es noch einen älteren Heimatverein in Diedersen gegeben haben.
Der Familienkreis Diedersen e. V. wurde 2024 gegründet, um die Angebote für die Kinder im Dorf zu verbessern. Hauptanliegen ist es, den Spielplatz besser auszustatten, der zentral im Dorf liegt.

## Persönlichkeiten
- Wilhelm von Altrock (1887–1952), Generalleutnant der Wehrmacht